# ギルガメッシュFIGHT
『ギルガメッシュFIGHT』（ギルガメッシュファイト）は、2022年12月25日（24日深夜）1時15分から動画配信サービス「Paravi」で配信されている連続ドラマ。主演は藤原季節。

## 概要
本作は、1991年10月5日から1998年3月28日までテレビ東京系列で放送された深夜の女性向け情報番組『ギルガメッシュないと』から着想を得た、番組制作陣視点のフィクションドラマ。
本家『ギルガメッシュないと』にレギュラー出演していたイジリー岡田が宣伝大使に就任し、「宣伝大使・ギルガメファイター」として、様々な活動を行ったほか、ドラマ本編内にもカメオ出演を果たしている。
本作品のプロデューサーを務めたテレビ東京の工藤里紗は、『「令和版ギルガメッシュないと」みたいなかたちで番組を復活させるやり方は当時とは時代も違いますし、企画がパワーダウンしてしまうことは避けられません。地上波ではなくParaviでの配信になるとはいえ、勘違いしてはいけないなと。「配信＝攻められる」みたいなイメージってあると思うんですけど、そこを履き違えて「攻める＝肌の露出を増やす」とか、ただ単に過激にするみたいな方向性にはしたくなかったんです。』と語っている。
オンラインで開催された記者会見には『ギルガメッシュないと』にレギュラー出演していたイジリーに加え、MCを担当していた岩本恭生、細川ふみえも登場した。

## あらすじ
まだバブル景気の余韻残る1991年10月。テレビマンというだけでモテる時代に、テレビ東洋ディレクター・加藤竜也は浮かれていた。一方で同局のプロデューサー・栗田淳一は、担当する情報番組『ギルガメッシュFIGHT』が低視聴率、予算オーバーに加えて打ち切りが迫り、他方から責められていた。
そのとき女子キックボクシングの番組が、ディレクター加藤の助言で視聴率上々だったことを知った栗田は、加藤の分析力に目を付け、番組スタッフにスカウトする。「わかってない」、「裸にすれば見るだろうって感覚、絶対モテない奴」と加藤は番組をバッサリ酷評。同時に改革案も提案し、セットをシンプルにし、明るいものに変更。予算がないことを逆手に取った撮って出しの疑似生放送による緊張感演出、いけないものを観ているのぞき見感覚の企画など方向性の改変を指示する。

しかし出演者には不安や不信感を覚えるものもいた。この一人が元来下ネタが嫌いで、「こんなのお笑いじゃない」と思っていた芸人のサワリ―だった。加藤は熱が高まらない演者を首にし、新たなスターを発掘する。夜のディスコで出会った西岡亜紀を演者に抜擢し、ニュース原稿を本気で読み、最後にパンティーを見せる「GNNヒップライン」を開始。スタッフの本気度を感じたサワリ―は、どうせクビになるならと、徐々にタガを外していった。それぞれが覚悟をかける中、徐々に視聴率も上がっていったが、上から迫られたのは視聴率が1％下がれば打ち切りという提示だった。そして挽回を示す大事な時期に、何と五輪開会式の放送と丸被りすることとなってしまう。

## キャスト

### 主要人物
加藤竜也
演 - 藤原季節
本作の主人公。テレビ東洋のディレクター。
伝説の深夜番組『ギルガメッシュFIGHT』をその天才的、偏執的、芸術的な演出力で作り上げていく。
「高視聴率研究会」という名目で、性癖に応じたアダルトビデオを社内有志に貸し出し、独自の人脈を構築している。海外からの取材にも対応できる流暢な英会話力を持つ。本来は音楽番組志望。
しかしそのギリギリの演出はスタッフを徐々に疲弊させ、栗田を含むスタッフとの軋轢も生んでいく。
栗田淳一
演 - 大東駿介
テレビ東洋のプロデューサー。加藤をディレクターとしてスカウトする。
「カメラは低く、志は高く」という番組スローガンを掲げる。日焼け姿で、肩で風を切るなど豪快な性格で「魔王」の異名を持つが、周囲からはプレッシャーをかけられ心の中は繊細。加藤と他のスタッフとの対立構造ができたのちには、加藤を降板させる決断をとった。

### ギルガメッシュFIGHT

#### 制作陣
名高圭介
演 - 堀井新太
ディレクター。元東洋経済新聞社の新聞記者でメモ魔。先輩ディレクターを含む上層部と演者の板挟みで悩む。加藤降板後は演出に抜擢される。
北原
演 - 大下ヒロト
AD。
宇藤くるみ
演 - 生越千晴
AP。
轟
演 - 七瀬公
構成作家。スタッフと共に新たな企画を生み出していくが、のちに加藤との軋轢が生まれ、番組から降板した。

#### 出演者
宮本秀樹
演 - 姜暢雄
番組のメインMC。軽薄そうだが、スタッフや共演者を気遣う。
サワリー尾中
演 - 永野宗典
お笑い芸人。エロが苦手だが、加藤にクビを宣告されたことから開き直って「高速ベロ」を生み出し、クビも免れた。
大沢ゆりえ
演 - 出口亜梨沙
巨乳グラビアアイドル。初のバラエティMCに真摯に向き合う。
西岡亜紀
演 - 真島なおみ
Tバックの女王。モデルは飯島愛。ディスコで加藤と出会い演者に抜擢。ランジェリー歌謡祭で着用を指示された下着が男性目線の下着であることを指摘する。
加藤降板後に番組が変わっていったことへの違和感から、大沢の卒業と同時期に自身も降板を申し出るが、名高のディレクターとしての成長を感じて翻意する。
石川あゆみ
演 - 杉本愛莉鈴
セクシー女優。裸エプロン姿で「夜食ばんざい」に登場する。テレビ出演から兄にセクシー女優だということが知られてしまう。
高田敬
演 - 安東弘樹
テレビ東洋のベテランアナウンサー。「高視聴率研究会」の会員であることから、加藤に請われて「ランジェリー歌謡祭」の司会を務める。

### その他
二階堂
演 - 羽場裕一
大手芸能事務所の会長。白髪で杖を突いている。
近添
演 - 石田佳央
二階堂の側近。
飯尾
演 - 中川晴樹
テレビ東洋の編成局員。

### ゲスト
- ギャル - 小日向ななせ、朝日ななみ（第1話）
- 妄想の中の裸エプロン女子 - 一宮希帆（第1話）
- ランジェリー歌謡祭の女優 - 紫月ゆかり（第3話）
- 新川 - 中太佑（第4話）
- プロ野球選手・原嶋 - 高田誠（第4話）
- 指圧される女優 - 二葉エマ（第4話）
- 派手なスーツのゲスト - イジリー岡田（第4話）
- 五十嵐 - 宗本汐理（最終話）
- 旅番組のスタッフ - 青木一馬（最終話）

## スタッフ
- 脚本 - 大西右人[3]、政池洋佑[3]
- 音楽 - RAM RIDER[18]、テレビ東京ミュージック（協力）
- 監督 - スミス[3]、吉田卓功[3]、岸川正史[19]
- 撮影 - 安田光
- 照明 - 落合芳次
- 高速ベロ監修 - イジリー岡田[20]
- プロデュース - 工藤里紗（テレビ東京）[3]、植田郁子（Paravi）[3]、櫻井雄一（ソケット）[3]
- プロデューサー - 田中智子（テレビ東京）[3]、高林庸介（Paravi）[3]、岸川正史[3]
- アソシエイトプロデューサー - 濱谷晃一（テレビ東京）[3]
- 制作協力 - ソケット[3]
- 製作著作 - テレビ東京

## 配信日程
| 話数   | 配信日         | 脚本                          | 監督     |
| ------ | -------------- | ----------------------------- | -------- |
| 第1話  | 2022年12月25日 | 大西右人 政池洋佑             | スミス   |
| 第2話  | 2023年01月08日 | 政池洋佑                      | スミス   |
| 第3話  | 1月15日        | 大西右人                      | 吉田卓功 |
| 第4話  | 1月22日        | 政池洋佑                      | 岸川正史 |
| 最終話 | 1月29日        | 大西右人 政池洋佑（脚本協力） | スミス   |

## 連動企画
『ギルガメ同窓会』（ギルガメどうそうかい）と題し、本作のモチーフとなった深夜番組『ギルガメッシュないと』に出演していたメンバーが出演するトーク番組が2023年1月21日12時より、動画配信サービス「Paravi」で配信された。「名物スタッフ」や「印象に残っている回」など様々なテーマについてトークを繰り広げる。

### 出演者
- イジリー岡田[21]
- 岩本恭生[21]
- 細川ふみえ[21]
- 水谷ケイ[21]
- 木内あきら[21]